# Mistrzostwa Europy w Lekkoatletyce 1958 – sztafeta 4 × 100 m mężczyzn
Sztafeta 4 × 100 metrów mężczyzn była jedną z konkurencji rozgrywanych podczas VI Mistrzostw Europy w Sztokholmie. Biegi eliminacyjne zostały rozegrane 23 sierpnia, a bieg finałowy 24 sierpnia 1958 roku. Zwycięzcą tej konkurencji została sztafeta wspólnej reprezentacji Niemiec w składzie: Walter Mahlendorf, Armin Hary, Heinz Fütterer i Manfred Germar. W rywalizacji wzięło udział czterdziestu zawodników z dziesięciu reprezentacji.

## Rekordy
| Rekord świata     | Stany Zjednoczone · (Ira Murchison, Leamon King, Thane Baker, Bobby Joe Morrow) | 39,5 | Melbourne, Australia | 011.12.1956 |
| Rekord Europy     | ZSRR · (Boris Tokariew, Władimir Suchariew, Jurij Konowałow, Łeonid Barteniew)  | 39,8 | Melbourne, Australia | 011.12.1956 |
| Rekord mistrzostw | Węgry · (László Zarándi, Géza Varasdi, György Csányi, Béla Goldoványi)          | 40,6 | Berno, Szwajcaria    | 29.08.1954  |

## Wyniki

### Eliminacje
Bieg 1
| Miejsce | Reprezentacja   | Zawodnicy                                                          | Czas | Uwagi |
| ------- | --------------- | ------------------------------------------------------------------ | ---- | ----- |
| 1       | Wielka Brytania | Peter Radford, Roy Sandstrom, David Segal, Adrian Breacker         | 40,9 | Q     |
| 2       | ZSRR            | Boris Tokariew, Edwin Ozolin, Jurij Konowałow, Łeonid Barteniew    | 41,1 | Q     |
| 3       | Francja         | Bernard Cahen, Joël Caprice, Constantin Lissenko, Jocelyn Delecour | 41,3 | Q     |
| 4       | Polska          | Zenon Baranowski, Marian Foik, Andrzej Zieliński, Edward Szmidt    | 41,3 |       |
| 5       | Szwajcaria      | Emil Weber, Erwin Müller, Hans Wehrli, René Weber                  | 42,0 |       |

Bieg 2
| Miejsce | Reprezentacja  | Zawodnicy                                                              | Czas | Uwagi |
| ------- | -------------- | ---------------------------------------------------------------------- | ---- | ----- |
| 1       | Włochy         | Piergiorgio Cazzola, Sergio D’Asnasch, Livio Berruti, Giorgio Mazza    | 40,9 | Q     |
| 2       | Niemcy         | Walter Mahlendorf, Armin Hary, Heinz Fütterer, Manfred Germar          | 41,0 | Q     |
| 3       | Czechosłowacja | Václav Janeček, František Mikluščák, Vilém Mandlík, Václav Kynos       | 41,1 | Q     |
| –       | Szwecja        | Per-Owe Trollsås, Björn Malmroos, Sven-Olof Westlund, Sven-Åke Löfgren | DNF  |       |
| –       | Węgry          | György Gyuricza, Béla Tóth, Sándor Jakabfy, Béla Goldoványi            | DQ   |       |

### Finał
| Miejsce | Reprezentacja   | Zawodnicy                                                           | Czas | Uwagi |
| ------- | --------------- | ------------------------------------------------------------------- | ---- | ----- |
| 1       | Niemcy          | Walter Mahlendorf, Armin Hary, Heinz Fütterer, Manfred Germar       | 40,2 | CR    |
| 2       | Wielka Brytania | Peter Radford, Roy Sandstrom, David Segal, Adrian Breacker          | 40,2 | CR    |
| 3       | ZSRR            | Boris Tokariew, Edwin Ozolin, Jurij Konowałow, Łeonid Barteniew     | 40,4 |       |
| 4       | Czechosłowacja  | Václav Janeček, František Mikluščák, Vilém Mandlík, Václav Kynos    | 40,7 |       |
| 5       | Francja         | Bernard Cahen, Joël Caprice, Constantin Lissenko, Jocelyn Delecour  | 41,0 |       |
| –       | Włochy          | Piergiorgio Cazzola, Sergio D’Asnasch, Livio Berruti, Giorgio Mazza | DQ   |       |